# Троя, Оливьеро
Оливьеро Троя (итал. Oliviero Troia; род. 1 сентября 1994, Италия) — итальянский профессиональный шоссейный велогонщик, выступающий за команду UAE Team Emirates.

## Достижения
2015
- 6-й на Trofeo Matteotti

2016
- 4-й на Ruota d'Oro
- 4-й на Paris–Roubaix Espoirs (U-23)

2017
- 9-й на Чемпионате Италии по шоссейному велоспорту в индивидуальной гонке с раздельным стартом